# Тимет
Тимет или Тимоет (грч. Θυμοίτης) је у грчкој митологији било име више личности.

## Етимологија
Име Тимет можда има значење „храбар“.

## Митологија
1. У Хомеровој „Илијади“, био је тројански старешина, Лаомедонтов син[2], који је био у тајној вези са Пријамовом сестром Килом, те са њом имао сина Мунипа. Међутим, изречено је пророчанство да ће дете рођено у краљевској кући донети пропаст Троји, па су и Кила и Мунип убијени одмах након порођаја.[1] Према Вергилијевој „Енејиди“, Енеја је причао како је управо Тимет први инсистирао да се тројански коњ унесе међу зидине Троје како би се осветио због ових убистава.[3]
2. Према Паусанији, Оксинтов син и последњи потомак Тезеја који је владао Атином. Наследио га је Мелант, који је бежао од Хераклида.[2] По њему је добила име једна Атичка дема.[3]
3. У Вергилијевој „Енејиди“ је описан још један Тимет, Хикетаонов син и Енејин пратилац, кога је убио Турно.[2]